# Безпалівка (станція)
Безпáлівка — проміжна залізнична станція Харківської дирекції Південної залізниці на електрифікованій постійним струмом лінії Мерефа — Лозова між станціями Шурине (7,3  км) та Трійчате (17,7  км). Розташована в однойменному селі Чугуївського району Харківської області. 

## Історія
Станція відкрита у 1869 році. Названа на честь поміщика Беспалова, який всебічно сприяв будівництву станції. Під час Другої світової війни село Безпалівка було тричі окуповано німецько-фашиськими військами. Прикриваючи на залізничному переїзді між селами Таранівка та Безпалівка залізницю та автошлях, які вели від Лозової до Харкова, 25 бійців під командуванням лейтенанта Петра Широнина 2 березня 1943 року протягом 3,5 годин відбили 10 танків й моторизованих гармат, знищили близько сотні гітлерівців. У цьому запеклому бою загинуло 19 бійців, а 6 воїнів були важко поранені. Під час німецько-радянської війни станція була повністю зруйнована. Відновлена станція лише у 1949 році.
У 2007 році проведено капітальний ремонт будівлі вокзалу.

## Пасажирське сполучення
На станції Безпалівка зупиняються приміські електропоїзди Лозівського та Харківського напрямку.